# Al IV-lea amendament la Constituția Statelor Unite ale Americii
Al IV-lea amendament la Constituția Statelor Unite interzice perchezițiile și sechestrarea de bunuri neîntemeiate și stabilește procedura de emitere a mandatelor⁠(d) (i.e. acestea trebuie emise de un judecător sau magistrat, justificate în baza unui temei plauzibil⁠(d), susținute de jurământ sau o declarație, și trebuie să descrie locul supus percheziționării, respectiv persoanele sau lucrurile care urmează să fie luate în custodie).
Jurisprudența celui de-al patrulea amendament din Bill of Rights tratează trei chestiuni principale: ce activități guvernamentale sunt „perchezițiile” și „sechestrările”, ce presupune temeiul plauzibil în baza căruia au loc perchezițiile și sechestrările, respectiv cum abordăm încălcarea drepturilor  garantate de acest amendament. Deși primele hotărâri judecătorești au limitat aplicarea amendamentului la încălcarea proprietății private, odată cu Katz v. Statele Unite⁠(d) (1967), Curtea Supremă a decis că acesta protejează atât împotriva ingerințelor în viața privată, cât și împotriva încălcării proprietății private. Un mandat este necesar pentru majoritatea cercetărilor realizate de organele de urmărire penală, dar Curtea Supremă a stabilit o serie de excepții pentru perchezițiile consimțite⁠(d), percheziția unui vehicul⁠(d), confiscarea de probe aflate la vedere⁠(d), circumstanțe agravante⁠(d), perchezițiile la graniță⁠(d) și alte situații.
Regula de excluziune⁠(d) reprezintă o modalitate de implementare a amendamentului. Stabilită după cazul Weeks v. Statele Unite⁠(d) (1914), această regulă susține că probele obținute ca urmare a unei încălcări a celui de-al patrulea amendament sunt de obicei inadmisibile⁠(d) în procesele penale. Probele descoperite ca urmare a unei percheziții ilegale pot fi considerate „fructele pomului otrăvit⁠(d)” și declarate inadmisibile, exceptând cazul în care dovezile sunt descoperite inevitabil prin pârghii legale⁠(d).
Al patrulea amendament a fost adoptat pentru a împiedica abuzul de  ordonanțe de asistență⁠(d), un mandat de percheziție emis de guvernul britanic și o sursă de tensiune în America pre-revoluționară. Amendamentul a fost introdus în Congres în 1789 de către James Madison, alături de celelalte amendamente din Legea Drepturilor, ca reacție la obiecțiile antifederaliste⁠(d) față de noua Constituție. Congresul a înaintat amendamentul statelor la 28 septembrie 1789. Până la 15 decembrie 1791, cele trei sferturi din state l-au ratificat. La 1 martie 1792, secretarul de stat Thomas Jefferson a anunțat că textul face oficial parte din Constituție.
Din moment ce Bill of Rights nu fost aplicată la început guvernelor statale și locale, iar investigațiile penale federale erau rare în primul secol din istoria țării, există puține hotărâri pronunțate de organele de jurisdicție în baza acestui text înainte de secolul al XX-lea. Amendamentul a fost considerat aplicabil la nivel de stat⁠(d) în cazul Mapp v. Ohio⁠(d) (1961) prin Clauza Due Process⁠(d) a celui de-al XIV-lea amendament.

## Textul
| “ | Dreptul poporului la siguranța persoanei, a casei, a documentelor și a bunurilor să nu fie încălcat de percheziții și sechestrări neîntemeiate, iar toate mandatele să fie emise doar în baza unui temei plauzibil, susținut de un Jurământ sau o declarație, și precizând în detaliu locul care urmează să fie percheziționat, respectiv persoanele și bunurile care urmează să fie luate în custodie. | ” |